# Второй кабинет Шёгрен
Второй кабинет Шёгрен (швед. Sjögrens andra kontor) – 15-й кабинет министров Аландских островов, который возглавила Катрин Шёгрен.
Сформирован 11 декабря 2023 года. 

## Состав кабинета премьер-министра
| Должность                                                                        | Фамилия Имя Отчество               | Пребывание в должности             |
| Премьер-министр Аландских островов                                               | Премьер-министр Аландских островов | Премьер-министр Аландских островов |
| -------------------------------------------------------------------------------- | ---------------------------------- | ---------------------------------- |
| Премьер-министр Аландских островов                                               | Катрин Шёгрен                      | с 11 декабря 2023 года             |
| Заместитель премьер-министра Аландских островов                                  |                                    |                                    |
| Заместитель премьер-министра Аландских островов – Министр образования и культуры | Анника Хамбрюдд                    | с 11 декабря 2023 года             |
| Министры Аландских островов                                                      |                                    |                                    |
| Министр по вопросам инфраструктуры и изменения климата                           | Камилла Гунелл                     | с 11 декабря 2023 года             |
| Министр финансов                                                                 | Матс Перямаа                       | с 11 декабря 2023 года             |
| Министр промышленности и окружающей среды                                        | Джеспер Йозефссон                  | с 11 декабря 2023 года             |
| Министр по гражданским делам                                                     | Ингрид Зеттерман                   | с 11 декабря 2023 года             |
| Министр социальных дел и здравоохранения                                         | Арсим Зекай                        | с 11 декабря 2023 года             |